# Perfluorhexan
Perfluor-n-hexan ist eine chemische Verbindung aus der Gruppe der Perfluorcarbone. Es ist isomer zu Perfluor-2-methylpentan.

## Gewinnung und Darstellung
Perfluorhexan kann durch einen Fowler-Prozess aus Cobalt(II)-fluorid gewonnen werden.
{\displaystyle \mathrm {2\ CoF_{2}+F_{2}\longrightarrow 2\ CoF_{3}} }
{\displaystyle \mathrm {C_{6}H_{14}+28\ CoF_{3}\longrightarrow } } {\displaystyle \mathrm {C_{6}F_{14}+14\ HF+28\ CoF_{2}} }
Ebenfalls möglich ist die elektrochemische Fluorierung von Trihexylamin gemäß der Bruttogleichung
{\displaystyle \mathrm {2\ N(C_{6}H_{13})_{3}+90\ HF\longrightarrow } } {\displaystyle \mathrm {6\ C_{6}F_{14}+2\ NF_{3}+45\ H_{2}} }

## Verwendung
Aufgrund ihrer inerten Eigenschaften wird sie als Wärmeüberträger und Lösungsmittel verwendet. Auch ein Einsatz in der Medizin bei Lungenschäden wird untersucht.
Laut Angaben der chemischen Industrie handelt es sich bei Perfluorhexan um eine von 256 PFAS mit kommerzieller Relevanz aus der OECD-Liste von 4730 PFAS.